# Łokieć (miara)

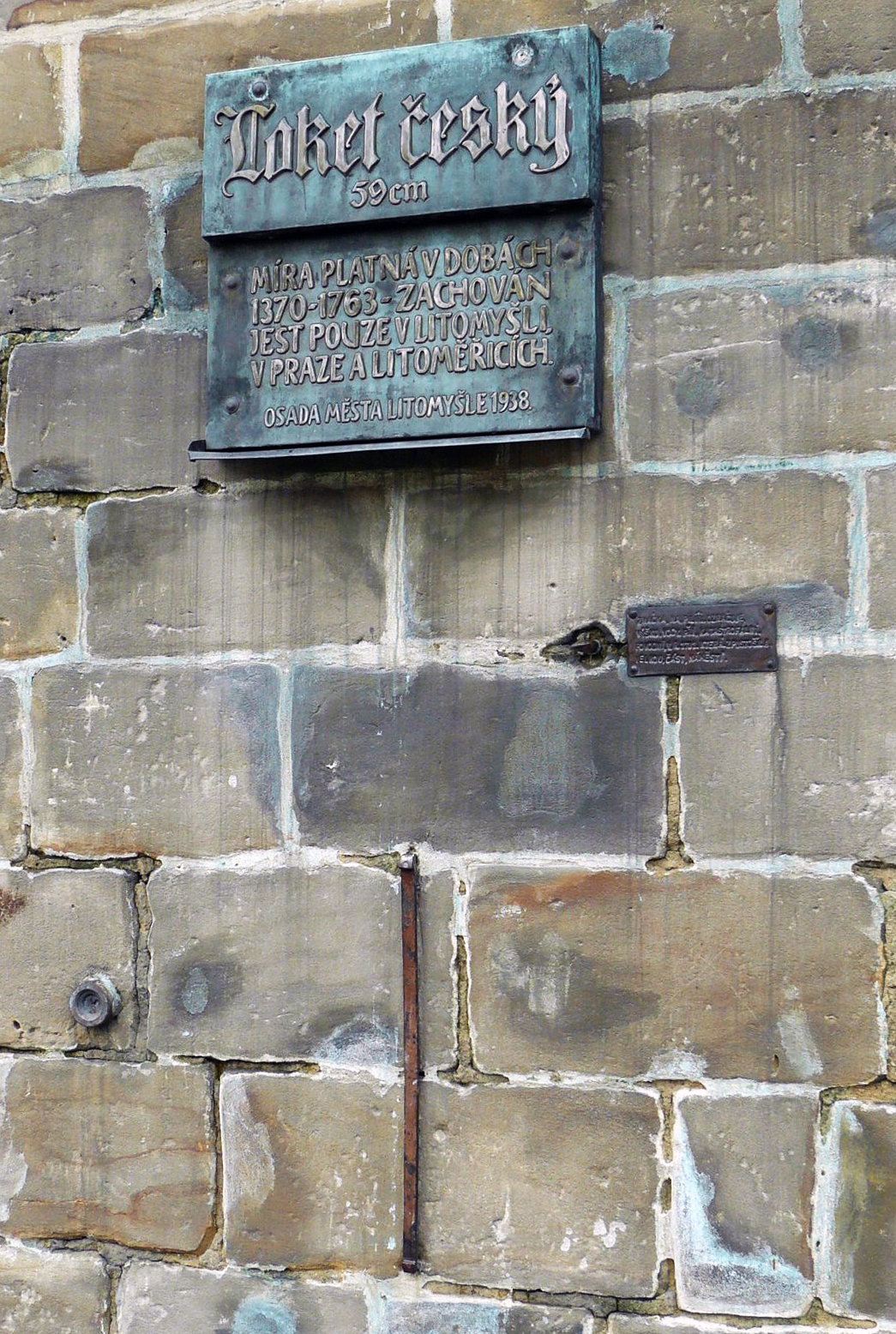
Wzorzec łokcia czeskiego na ratuszu w Litomyšlu

Łokieć  (niem. Elle, fr. Aune, ang. Ell) – jednostka miary – o długości zależnej od państwa, regionu i epoki historycznej. Tradycyjna europejska miara łokcia nawiązywała do średniej długości ręki od stawu łokciowego do końca palca środkowego. Dzielił się najczęściej na 2 stopy albo 24 cale.
Łokieć staroegipski z XXVIII w. p.n.e. wynosił od 52,35539 cm do 52,36 cm.
Łokieć sumeryjski (XX w. p.n.e.) mierzył 51,72 cm i jest najstarszą znaną standardową jednostką miar. 
W Wielkiej Brytanii stosowany był łokieć (ang. ell) równy 45 calom, tzn. 114,3 cm, a także łokieć szkocki (ok.  37 cali) i flamandzki (27 cali).
Według polskich wzmianek o kaliskich miarach długości stosowanych w XI wieku podstawową jednostkę miary długości sprzedawanego sukna był łokieć. Długości łokcia ustalone lokalnie różniły się między sobą. Stwarzało to możliwości pomyłek, a nawet spekulacji w handlu na szlaku bursztynowym, na przykład tekstyliami. Trudności z tym związane pogłębione były dodatkowo przez nawyk stosowania różnych miar do różnych celów.

## Jednostki miar długości stosowane w Polsce
- łokieć krakowski wiek XII – 52,36 cm; wiek XIII – 64,66 cm; wiek XIV – 62,5 cm; a w poł. XVI w. – 58,6 cm; od 1836-1857 – 59,6 cm;
- łokieć chełmiński (w poł. XVI w.) 57,62 cm;
- łokieć lwowski albo galicyjski (w Galicji 1787–1857 r.) – 59,6 cm;
- łokieć wrocławski (na Śląsku do 1816) – 57,6 cm;
- łokieć warszawski albo staropolski (w I Rzeczypospolitej i po rozbiorach do 1819 r.) – 59,6 cm;
- łokieć nowopolski (w Królestwie Polskim 1819-1849) – 57,6 cm;
- łokieć gdański – 57,8 cm (1 łokieć (Elle) = 2 stopy = 24 cale = 57,38 cm)

## Jednostki miar długości stosowane w innych krajach
| łokieć austriacki (lub łokieć wiedeński; w Austrii do 1876) | 77,9 cm  |
| łokieć bawarski                                             | 88,30 cm |
| łokieć berliński (w Prusach do 1872)                        | 66,7 cm  |
| łokieć brabancki                                            | 69,50 cm |
| łokieć czeski (lub łokieć praski)                           | 59,3 cm  |
| łokieć duński                                               | 62,77 cm |
| łokieć hamburski                                            | 57,3 cm  |
| łokieć hanowerski                                           | 58,42 cm |
| łokieć holenderski                                          | 68,78 cm |
| łokieć lubecki                                              | 57,7 cm  |
| łokieć norweski                                             | 62,75 cm |
| łokieć pruski                                               | 66,09 cm |
| łokieć saski                                                | 56,64 cm |
| łokieć szwedzki                                             | 59,4 cm  |
| łokieć szwajcarski                                          | 60,00 cm |
| łokieć wirtemberski                                         | 61,42 cm |
| turecki długi łokieć (pik halebi)                           | 70,9 cm  |